# Erik Moltke (læge)
 Der er flere personer med dette navn, se Erik Moltke.
Preben Erik greve Moltke (28. april 1923 i København – 21. marts 2013 i Klampenborg) var en dansk læge.
Han var søn af overlæge, dr.med. Otto greve Moltke og og hustru Rose f. baronesse Bille-Brahe, blev student fra Østre Borgerdydskole 1941, cand.med. 1949 og dr.med. 1958 på afhandlingen Eksperimentelle undersøgelser over Thyroxins indvirkning på helende sår. Moltke blev overlæge ved Hørsholm Hospitals medicinske afdeling 1962.
Han var formand for Danske Studerendes Fællesråd fra 1949, medlem af bestyrelsen for Det danske pigespejderkorps fra 1971 og af styrelsen for Det Danske Spejderkorps fra 1972. Her var han senere næstformand.
Moltke blev gift 25. april 1953 med Bettina Kauffmann (født 14. oktober 1928 i København), datter af direktør Axel von Kauffmann (død 1961) og hustru Inge f. Kier.